# Jungholz (Odenthal)
Jungholz ist ein Ortsteil in Unterodenthal in der Gemeinde Odenthal im Rheinisch-Bergischen Kreis. Er liegt nordwestlich von Menrath und östlich von Glöbusch.

## Geschichte
Der Name Jungholz lässt darauf schließen, dass hier bei der Rodung auch junges Holz gestanden hat. Der Ort gehörte zum Pfarrort Odenthal.
Erstmals in Erscheinung getreten ist der Ort in der ersten Hälfte des 19. Jahrhunderts als Teil der Bürgermeisterei Odenthal im Kreis Mülheim am Rhein.
Der Ort ist auf der Topographischen Aufnahme der Rheinlande von 1824, auf der Preußischen Uraufnahme von 1840 und ab der Preußischen Neuaufnahme von 1892 auf Messtischblättern regelmäßig als Jungholz verzeichnet. 
| Jahr | Einwohner | Wohn- gebäude | Kategorie  |
| ---- | --------- | ------------- | ---------- |
| 1845 | 10        | 1             | Kotten     |
| 1871 | 3         | 1             | Einzelhaus |
| 1885 |           |               | Ortschaft  |
| 1895 | 6         | 1             | Ortschaft  |
| 1905 | 0         | 1             | Ortschaft  |